# Omar Naber
Omar Karim Naber (Lubiana, 7 luglio 1981) è un cantante sloveno di origini giordane. 
Ha partecipato all'Eurovision Song Contest 2005 come rappresentante della Slovenia presentando il brano Stop e all'Eurovision Song Contest 2017, sempre per la Slovenia, con On My Way.

## Carriera
Omar Naber ha iniziato la sua carriera musicale professionale nel 2001, firmando un contratto discografico con l'etichetta Nika Records in seguito alla sua partecipazione al concorso Kdo bo osvojil Triglav, dove si è piazzato secondo. Omar ha ricevuto maggiori attenzioni a livello nazionale nel 2004, con la sua vittoria al talent show Bitka talentov.
Nel 2005 ha partecipato al programma di selezione sloveno per l'Eurovision, EMA, con la canzone Stop, vincendo il televoto e garantendosi la possibilità di rappresentare la sua nazione all'Eurovision Song Contest 2005 a Kiev, in Ucraina. Omar è arrivato 12º nella semifinale con 69 punti, perdendo per poco il biglietto per la finale. Lo stesso anno è uscito il suo album di debutto, intitolato Omar.
Omar ha provato nuovamente a rappresentare la Slovenia all'Eurovision Song Contest 2009. Il suo brano I Still Carry On è arrivato terzo sia nel televoto che nel voto dalla giuria, totalizzando 16 punti e arrivando secondo nella classifica generale. Il suo secondo album, Kareem, è uscito nel settembre dello stesso anno. Omar si è ripresentato alle selezioni slovene per l'Eurovision Song Contest 2011, questa volta con una canzone in lingua slovena, Bistvo skrito je očem, ma non è stato tra i due artisti qualificati per la superfinale. Un ulteriore tentativo di rappresentare la Slovenia all'Eurovision è avvenuto nel 2014, dove la sua I Won't Give Up ancora una volta non si è qualificata per la superfinale nella selezione slovena. Nello stesso anno è uscito il suo terzo album, Na glavo, seguito pochi mesi dopo da un ulteriore album contenente le versioni in lingua inglese delle canzoni di Na glavo, intitolato No Helmet.
Il cantante ha partecipato ad EMA 2017 con il brano On My Way, scritto e composto da lui stesso. Dopo essersi qualificato dalla prima semifinale, vincendo il televoto e il voto della giuria, ha riproposto la canzone nella finale. Qui ha vinto il voto della giuria, ottenendo 64 punti, ma è arrivato secondo nel televoto con 60 punti e meno della metà dei voti dei vincitori secondo il pubblico, i BQL. Nonostante ciò, i voti della giuria sommati a quelli del televoto gli hanno garantito la vittoria e quindi di rappresentare la Slovenia all'Eurovision Song Contest 2017, anche questa volta a Kiev. Omar canta nella prima semifinale ottenendo il 17º posto che non gli permette la qualificazione alla finale. .

## Discografia
- 2005 - Omar
- 2009 - Kareem
- 2014 - Na glavo
- 2014 - No Helmet